# George C. Marshall Institute
Das George C. Marshall Institute war ein 1984 gegründeter, von Industrieunternehmen finanzierter konservativer Think Tank, der ursprünglich zur Verteidigung der umstrittenen SDI-Rüstungsprojektes gegründet wurde. Mit dem Zusammenbruch der Sowjetunion ab Ende der 1980er Jahre änderte das GMI seine Mission und fokussierte sich auf den Kampf gegen die Einführung von Umweltschutzpolitiken und insbesondere Klimaschutzmaßnahmen. Anschließend bestritt es den wissenschaftlichen Forschungsstand zum Ozonloch, dem Sauren Regen und zur globalen Erwärmung und wurde zu einer der zentralen Akteure der Klimawandelleugnerszene. Finanziert wurde es unter anderem von ExxonMobil und konservativen Stiftungen wie der Sarah-Mellon-Scaife und der John M. Olin Foundation. 2015 löste es sich auf und ging in der CO2-Coalition auf, einer weiteren Klimaleugnerorganisation.

## Geschichte und Wirken
Das GMI wurde von den drei Physikern Frederick Seitz, William Nierenberg und Robert Jastrow gegründet. Ausgangspunkt war die SDI-Initiative von Ronald Reagan, die von vielen Wissenschaftlern abgelehnt wurde, darunter die Union of Concerned Scientists und Carl Sagan. Daraufhin machte sich Robert Jastrow, ein stark antikommunistisch eingestellter Wissenschaftler, der vom SDI-Projekt überzeugt war, daran, eine Organisation zu gründen, mit der er der UCS etwas entgegensetzen konnte. Daraus entstand das GMI, dessen erster Vorsitzender Fred Seitz war. Seitz war ein ehemaliger Präsident der National Academy of Sciences, der nach seinem Ausscheiden aus der akademischen Forschung in den 1970er Jahren begann, für Industrieunternehmen wie zum Beispiel die Tabakindustrie wissenschaftliche Erkenntnisse aus den Umwelt- und Gesundheitsforschung zu bestreiten.
Als der Kalte Krieg zu Ende ging und damit die Begründung für das SDI-Projekt wegfiel, richtete sich das GMI neu aus und konzentrierte sich auf Umweltpolitik, wobei „Umweltalarmisten“ das verlorengegangene Feindbild der Sowjetunion ersetzen. Zur zentralen Mission des Think Tanks wurde die Leugnung des menschengemachten Klimawandels, auch wenn die drei zentralen Gründerfiguren an sich keinerlei Expertise in Sachen Klimaforschung vorzuweisen hatten. Ihnen schlossen sich daraufhin weitere Wissenschaftler an, die den menschengemachten Klimawandel bestritten, darunter der Klimaforscher Roy Spencer. Ursprünglich wurde der Klimawandel dabei nicht generell bestritten, sondern zunächst nur die Tatsache, dass er menschengemacht war. Stattdessen gab das GMI der Sonne die Schuld.
Schlüsselperson bei der Leugnung des menschengemachten Klimawandels waren neben Fred Seitz auch Steven Milloy, der wie Seitz zuvor auch schon für die Tabakindustrie an Desinformationskampagnen teilgenommen hatte. Enge Verbindungen bestanden zudem zum Ölkonzern ExxonMobil, von dem das GMI zwischen 1998 und 2005 630.000 Dollar erhielt. Gleichzeitig waren 7 von 11 „wissenschaftlichen Sprechern“, die nach einem 2007 erschienenen UCS-Report mit von Exxon finanzierten Frontgruppen in Verbindung standen, zugleich am GMI tätig. Diese waren Sallie Baliunas, Sherwood Idso, David Legates, Richard Lindzen, Patrick Michaels, Fred Seitz und Willie Soon.